# Großsteingrab Harløse
Das Großsteingrab Harløse war eine megalithische Grabanlage der jungsteinzeitlichen Nordgruppe der Trichterbecherkultur im Kirchspiel Tjæreby in der dänischen Kommune Hillerød. Es wurde im 19. Jahrhundert zerstört.

## Lage
Das Grab lag in Harløse, unmittelbar westlich des heutigen Hauses Harløsevej 171. In der näheren Umgebung gibt bzw. gab es mehrere weitere megalithische Grabanlagen.

## Forschungsgeschichte
Im Jahr 1887 führten Mitarbeiter des Dänischen Nationalmuseums eine Dokumentation der Fundstelle durch. Zu dieser Zeit waren die Reste des Grabes bereits im angrenzenden Haus verbaut worden.

## Beschreibung
Die Anlage besaß eine Hügelschüttung unbekannter Form und Größe. Nach Aussagen der Bewohner hatte die Anlage eine große Grabkammer besessen. Ein Wandstein war im Keller des Hauses verbaut worden. Ein weiterer Stein war 1887 noch vorhanden. Maße, Orientierung und Typ der Kammer ließen sich nicht mehr ermitteln.